# Đức Phong (xã)
Đức Phong là một xã cũ thuộc huyện Mộ Đức, tỉnh Quảng Ngãi, Việt Nam.

## Địa lý

### Vị trí địa lí
Xã Đức Phong là một xã đồng bằng nằm về phía Đông Nam huyện Mộ Đức, có tổng diện tích tự nhiên là: 2.718,07 ha chủ yếu là đất nông nghiệp. Dân số của xã năm 1999 là 17.388 người, mật độ dân số của xã đạt ~1000 người/ km².
- Phía Đông của xã giáp Biển Đông.
- Phía Tây giáp Thị trấn Mộ Đức.
- Phía Nam giáp xã Đức Lân và xã Phổ An, thị xã Đức Phổ.
- Phía Bắc giáp với xã Đức Minh và xã Đức Thạnh.

### Khí hậu
| 1                                                     | 2        | 3        | 4        | 5         | 6         | 7         | 8         | 9         | 10        | 11        | 12        |
| 33 24 18                                              | 20 27 21 | 32 28 21 | 92 31 22 | 144 29 23 | 143 32 24 | 227 30 25 | 171 31 25 | 411 27 22 | 432 26 20 | 390 25 20 | 122 24 18 |
| Trung bình tối đa và tối thiểu. Nhiệt độ tính theo °C |          |          |          |           |           |           |           |           |           |           |           |
| Tổng lượng giáng thủy tính theo mm                    |          |          |          |           |           |           |           |           |           |           |           |
| Nguồn:                                                |          |          |          |           |           |           |           |           |           |           |           |

| Đổi ra hệ đo lường Anh                                | Đổi ra hệ đo lường Anh | Đổi ra hệ đo lường Anh | Đổi ra hệ đo lường Anh | Đổi ra hệ đo lường Anh | Đổi ra hệ đo lường Anh | Đổi ra hệ đo lường Anh | Đổi ra hệ đo lường Anh | Đổi ra hệ đo lường Anh | Đổi ra hệ đo lường Anh | Đổi ra hệ đo lường Anh | Đổi ra hệ đo lường Anh |
| ----------------------------------------------------- | ---------------------- | ---------------------- | ---------------------- | ---------------------- | ---------------------- | ---------------------- | ---------------------- | ---------------------- | ---------------------- | ---------------------- | ---------------------- |
| 1                                                     | 2                      | 3                      | 4                      | 5                      | 6                      | 7                      | 8                      | 9                      | 10                     | 11                     | 12                     |
| 1.3 75 64                                             | 0.8 81 70              | 1.3 82 70              | 3.6 88 72              | 5.7 84 73              | 5.6 90 75              | 8.9 86 77              | 6.7 88 77              | 16 81 72               | 17 79 68               | 15 77 68               | 4.8 75 64              |
| Trung bình tối đa và tối thiểu. Nhiệt độ tính theo °F |                        |                        |                        |                        |                        |                        |                        |                        |                        |                        |                        |
| Tổng lượng giáng thủy tính theo inch                  |                        |                        |                        |                        |                        |                        |                        |                        |                        |                        |                        |

| 1                                                     | 2        | 3        | 4        | 5         | 6         | 7         | 8         | 9         | 10        | 11        | 12        |
| 33 24 18                                              | 20 27 21 | 32 28 21 | 92 31 22 | 144 29 23 | 143 32 24 | 227 30 25 | 171 31 25 | 411 27 22 | 432 26 20 | 390 25 20 | 122 24 18 |
| Trung bình tối đa và tối thiểu. Nhiệt độ tính theo °C |          |          |          |           |           |           |           |           |           |           |           |
| Tổng lượng giáng thủy tính theo mm                    |          |          |          |           |           |           |           |           |           |           |           |
| Nguồn:                                                |          |          |          |           |           |           |           |           |           |           |           |

| Đổi ra hệ đo lường Anh                                | Đổi ra hệ đo lường Anh | Đổi ra hệ đo lường Anh | Đổi ra hệ đo lường Anh | Đổi ra hệ đo lường Anh | Đổi ra hệ đo lường Anh | Đổi ra hệ đo lường Anh | Đổi ra hệ đo lường Anh | Đổi ra hệ đo lường Anh | Đổi ra hệ đo lường Anh | Đổi ra hệ đo lường Anh | Đổi ra hệ đo lường Anh |
| ----------------------------------------------------- | ---------------------- | ---------------------- | ---------------------- | ---------------------- | ---------------------- | ---------------------- | ---------------------- | ---------------------- | ---------------------- | ---------------------- | ---------------------- |
| 1                                                     | 2                      | 3                      | 4                      | 5                      | 6                      | 7                      | 8                      | 9                      | 10                     | 11                     | 12                     |
| 1.3 75 64                                             | 0.8 81 70              | 1.3 82 70              | 3.6 88 72              | 5.7 84 73              | 5.6 90 75              | 8.9 86 77              | 6.7 88 77              | 16 81 72               | 17 79 68               | 15 77 68               | 4.8 75 64              |
| Trung bình tối đa và tối thiểu. Nhiệt độ tính theo °F |                        |                        |                        |                        |                        |                        |                        |                        |                        |                        |                        |
| Tổng lượng giáng thủy tính theo inch                  |                        |                        |                        |                        |                        |                        |                        |                        |                        |                        |                        |

## Lịch sử
- Xã Đức Phong được khai phá bởi ông Nguyễn Đại Long (quê ở Thanh Hóa) vào năm 1402, theo các tài liệu sổ sách và lời nói của các bậc cao niên tại xã ghi lại.
- Thời Pháp thuộc, xã Đức Phong có tên là tổng Tri Đức, thuộc phủ Mộ Đức, tỉnh Quảng Ngãi, Xứ bảo hộ Trung Kỳ.
- Sau Hiệp định Genève năm 1954, chính quyền Việt Nam Cộng hòa quyết định đổi tên xã Đức Phong thành xã Đức Thuận, thuộc quận Mộ Đức, Quảng Ngãi.[5]
- Ngày 23 tháng 3 năm 1975, xã Đức Thuận được giải phóng.
- Đến tháng 2/1976: Chính phủ Cộng hòa Miền Nam Việt Nam quyết định thành lập tỉnh Nghĩa Bình trên cơ sở của hai tỉnh tỉnh Quảng Ngãi và Bình Định.[6]. Từ đó, xã Đức Thuận được đổi lại thành xã Đức Phong.
- Tháng 6/1989: Thông qua Kỳ họp thứ 5 Quốc hội khóa VIII ra nghị quyết chia tỉnh Nghĩa Bình thành hai tỉnh Quảng Ngãi và Bình Định. Tên gọi xã Đức Phong được tồn tại đến ngày nay.[7]
- Ngày 01 tháng 07 năm 2025, Ủy ban Thường vụ Quốc hội ban hành Nghị quyết số 1677/NQ-UBTVQH15 về việc sắp xếp các đơn vị hành chính cấp xã của tỉnh Quảng Ngãi năm 2025. Trên cơ sở Đề án số 362/ĐA-CP ngày 09 tháng 05 năm 2025 của Chính phủ về sắp xếp đơn vị hành chính cấp xã của tỉnh Quảng Ngãi (mới) năm 2025, Ủy ban Thường vụ Quốc hội quyết định sắp xếp để thành lập các đơn vị hành chính cấp xã của tỉnh, trong đó xã Đức Phong được sáp nhập với xã Đức Lân, lấy tên là Lân Phong.

## Hành chính
Xã Đức Phong được chia thành 5 thôn: Lâm Thượng, Lâm Hạ, Châu Me, Thạch Thang, Văn Hà.

## Kinh tế
Người dân xã Đức Phong làm nghề chủ yếu là nông nghiệp, trồng lúa nước, chăn nuôi gia súc,...

## Văn hóa

### Di tích lịch sử
Xã Đức Phong có 6 Di tích lịch sử cấp tỉnh từ thời Kháng chiến chống Pháp và Kháng chiến chống Mỹ: Di tích lịch sử Địa đạo Hầm Xác Máu, Di tích lịch sử Địa đạo Lâm Sơn, Di tích lịch sử Địa đạo Phú Lộc, Di tích vụ thảm sát bãi biển Tân An, Di tích vụ thảm sát tại xứ đồng Nà, Di tích lịch sử Cuộc biểu tình Trà Niên.

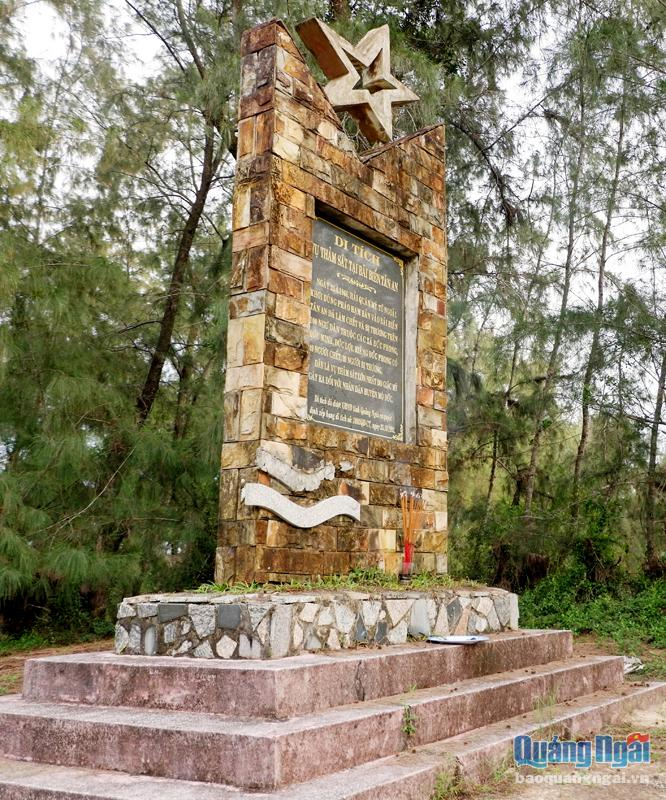
Di tích lịch sử Vụ thảm sát bãi biển Tân An - Nơi hải quân Hoa Kỳ dùng pháo hạm bắn vào, giết hại 108 người dân và du kích thôn.

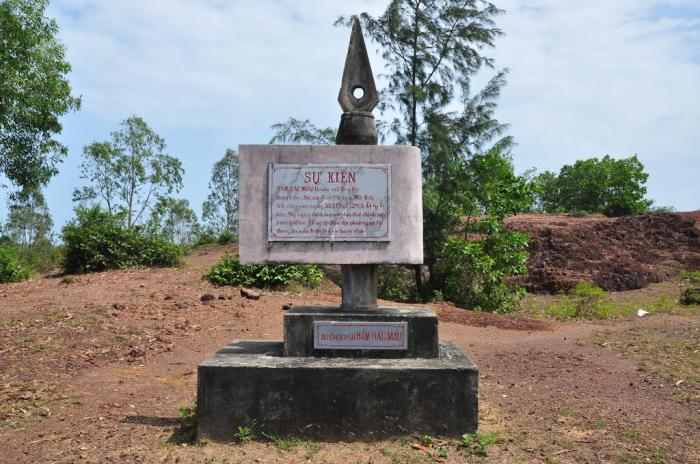
Di tích lịch sử địa đạo Hầm xác máu - Nơi lính Mỹ đã giết hại 27 người dân vô tội của thôn Lâm Thượng và Lâm Hạ.

### Nghệ thuật
Xã Đức Phong nổi tiếng với điệu hát bài chòi, lễ hội Xuân sắc bùa,...

## Danh nhân
AHLLVTND, Đại tá Lê Hải (1942 - 2025) - Nguyên Phó tổng giám đốc Cụm cảng hàng không miền Nam, Sư đoàn trưởng Sư đoàn Không quân 372.
Phó đô đốc Lê Văn Xuân (1929 - 2003): Nguyên Phó Bí thư Đảng ủy Quân chủng Hải quân (1995 - ?)
Nguyễn Giới (1932 - 2011) Nguyên Thứ trưởng Bộ Thủy lợi (1985 - 1997)
Nguyễn Đông Sương (1947) - Nguyên Phó trưởng ban Tổ chức Trung ương (2002 - 2008)
Đại tá Lê Ngọc Bì (1927 -2008) - Nguyên Phó Tư lệnh Quân đoàn 4 (?)
Chuẩn Đô đốc Lê Văn Đạo (1951) - Nguyên Phó Tư lệnh Quân chủng Hải quân (2005 - 2013)
Nguyễn Dàng (1966) - Nguyên Phó Cục trưởng Cục Quản trị T.26, Văn phòng TW Đảng (2007 -2017)
Phó Giáo sư, Tiến sĩ Võ Quảng (1933 - 2017) - Nguyên Phó viện trưởng Viện Tim mạch Quốc gia Hà Nội (1992 - 2006?)

## Danh hiệu
Nhờ những thành tích to lớn trong sự nghiệp Kháng chiến chống Mỹ, xã Đức Phong đã được Chính phủ Cách mạng lâm thời Cộng Hòa Miền Nam Việt Nam trao tặng danh hiệu "Anh hùng Lực lượng vũ trang nhân dân" vào ngày 06 tháng 11 năm 1972.
Ngoài ra, xã còn được trao tặng 3 Huân chương Giải phóng hạng Nhất, 4 Huân chương Giải phóng hạng Nhì, 35 bằng khen của Chính phủ nước Cộng hòa xã hội chủ nghĩa Việt Nam, 9 bằng khen của UBND tỉnh Quảng Ngãi, 87 cờ thi đua của các ngành cấp tỉnh, huyện cùng với nhiều huân, huy chương cao quý khác.